# Chronica Hungarorum (1473)
Chronica Hungarorum (jiné názvy: Kronika Uhrů, trochu nepřesně i: Budínská kronika, celým jménem Chronica Hungarorum finita Budae Anno Domini MCCCCLXXIII in vigilia penthecostes per Andream Hess) je tištěná středověká uherská kronika, vytištěna v roce 1473. Je to první tištěná kniha v Uhersku. Obsahuje text rukopisné latinské kroniky ze 14. století, která se běžně nazývá Budínská kronika.
Autorem je András Hess, vytiskl ji v své knihtiskárně v Budíně. Sestává ze 67 listů. Vytištěna byla v asi 240 exemplářích. Zachovalo se 10 exemplářů, nacházejí se např. v Budapešti, v Praze, v Lipsku, ve Vídni, v Paříži a v Petrohradě.
Popisuje dějiny Uherska po korunovaci Matyáše Korvína. V souvislosti se zánikem Velké Moravy obsahuje i tzv. bajku o bílém koni, která se stala základem tzv. Podmanitelské teorie.